# Capra messinese

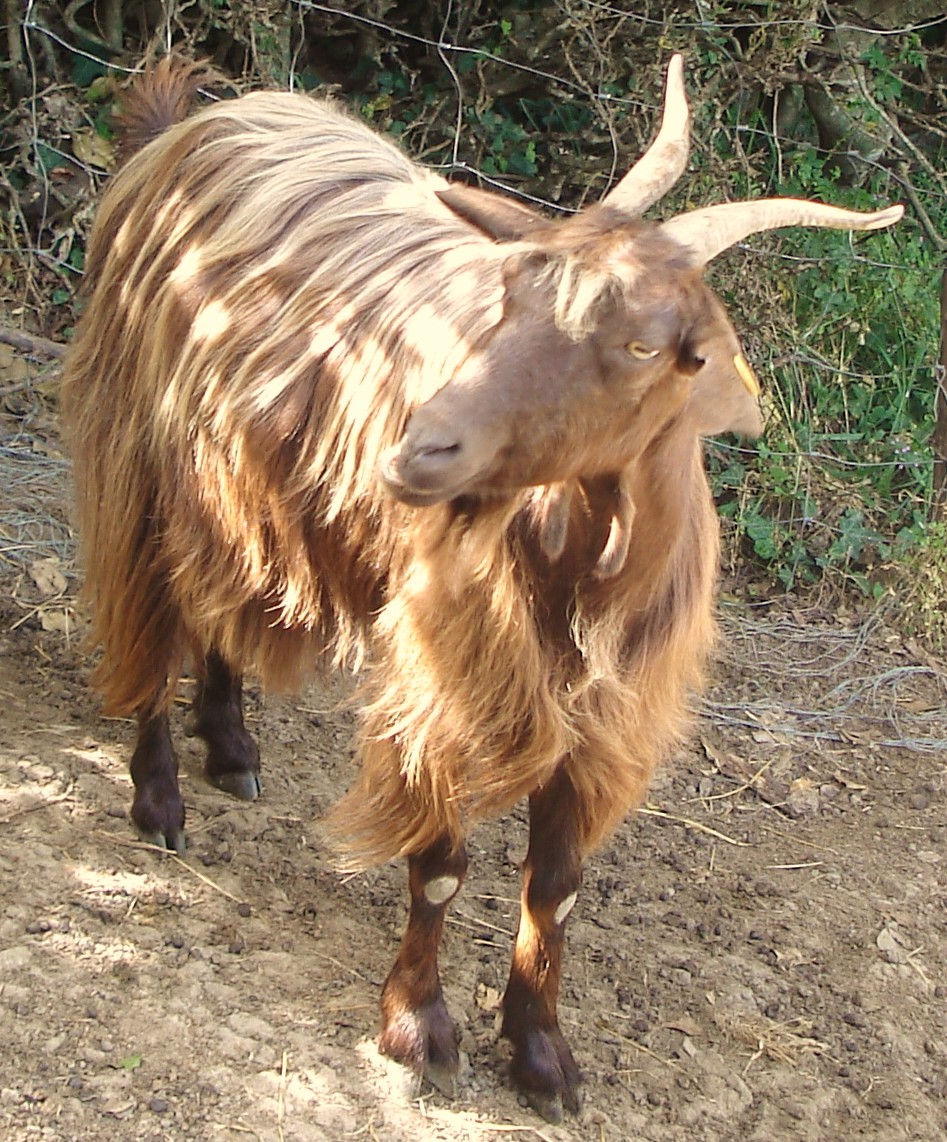
Maschio di Capra Messinese

La capra messinese, chiamato anche capra dei Nebrodi, si trova principalmente nella zona dei monti Nebrodi e Peloritani nella Provincia di Messina. È utilizzato specialmente per la produzione di latte per fare diversi tipi di formaggio caratteristici della Sicilia nord-orientale.

## Galleria d'immagini

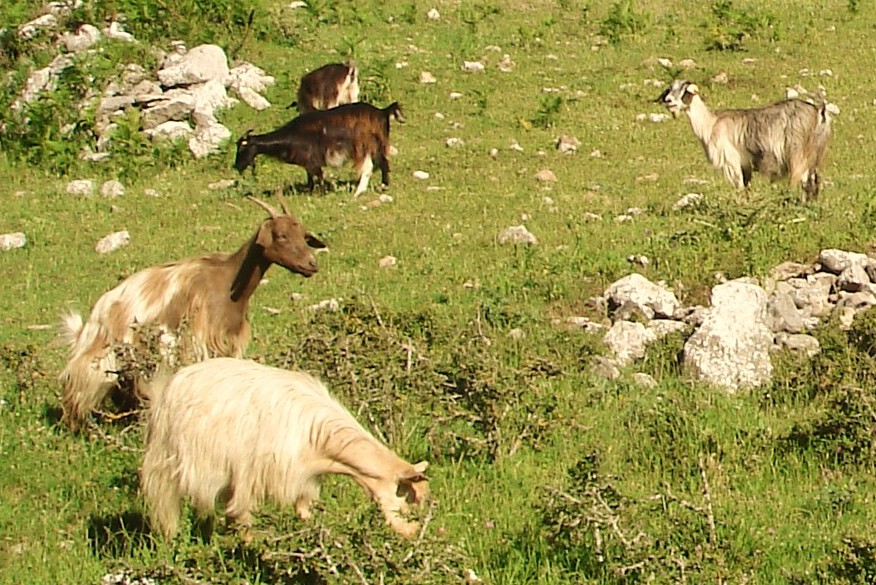
Capre messinesi ad Alcara li Fusi
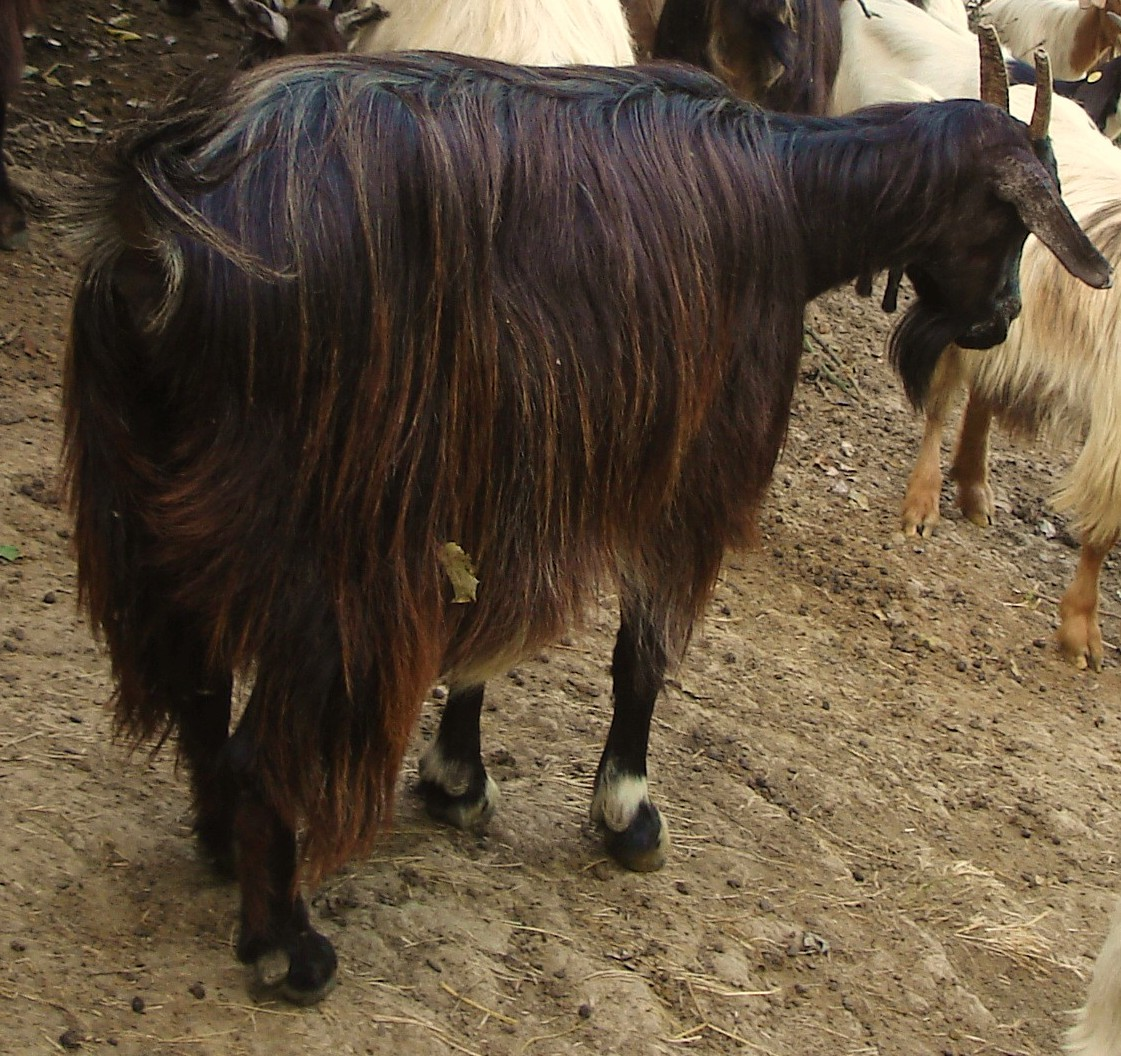
Capre messinese
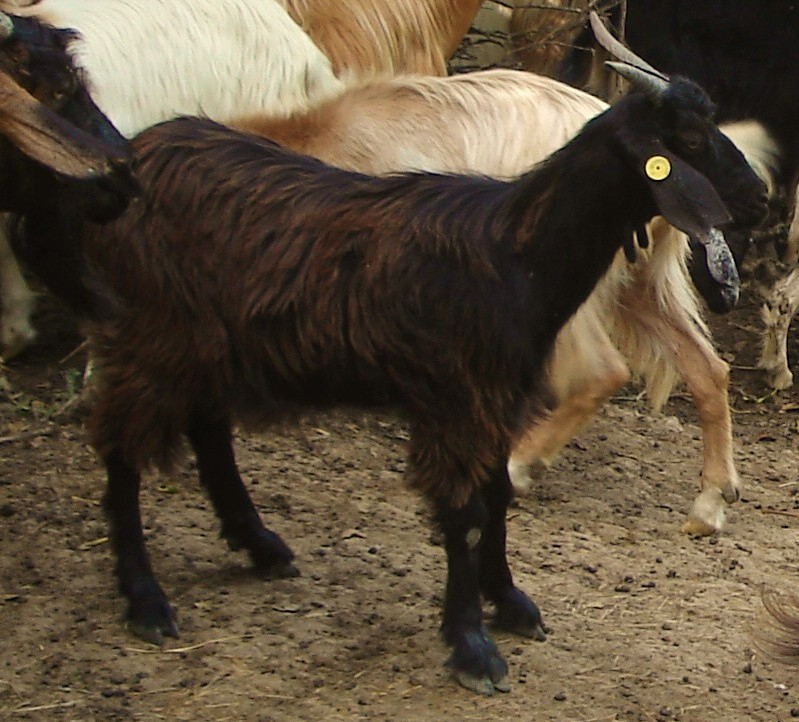
Capretto messinese